# Premio Planeta
Der Premio Planeta oder Planeta-Preis ist der höchstdotierte Literaturpreis der spanischsprachigen Welt und gilt neben dem Premio Nadal als der wichtigste Preis für spanische Literatur.

## Auswahlverfahren, Preisgeld und Geschichte
Vor dem Nobelpreis für Literatur ist der Premio Planeta mit 1.000.000 Euro (seit 2021; zuvor 601.000 Euro) weltweit der höchstdotierte Literaturpreis. Er wird seit 1952 jährlich vom Verlag Editorial Planeta, einem Tochterunternehmen des spanischen Medienkonzerns Planeta, für den besten bisher unveröffentlichten Roman in spanischer Sprache vergeben. Die Verleihung findet jeweils im Oktober statt. Die Autoren müssen ihre Manuskripte unter einem Pseudonym einreichen, sodass sie den Jury-Mitgliedern nicht bekannt sind. Dieses Verfahren hat dazu geführt, dass auch häufig bisher unbekannte Autoren ausgezeichnet werden. Seit 1974 wird auch der zweitplatzierte Roman mit einem Preisgeld versehen; dieses betrug im Jahr 2009 150.250 Euro.
Der Premio Planeta wurde 1952 von dem Verleger José Manuel Lara Hernández, dem Gründer des Planeta-Verlages, gestiftet. Seit 1994 gibt es auch einen deutlich geringer dotierten Planeta-Preis für argentinische Literatur.

## Kritik
Es gibt Vorwürfe, der Planeta-Verlag nehme Einfluss auf die Jury und berücksichtige nicht ausreichend die literarische Qualität.

## Preisträger
- 1952 – Juan José Mira (Spanien) für En la noche no hay caminos
- 1953 – Santiago Lorén (Spanien) für Una casa con goteras
- 1954 – Ana María Matute (Spanien) für Pequeño teatro
- 1955 – Antonio Prieto Martín (Spanien) für Tres pisadas de hombre
- 1956 – Carmen Kurtz (Spanien) für El desconocido
- 1957 – Emilio Romero Gómez (Spanien) für La paz empieza nunca
- 1958 – Fernando Bermúdez de Castro (Spanien) für Pasos sin huellas
- 1959 – Andrés Bosch (Spanien) für La noche
- 1960 – Tomás Salvador (Spanien) für El atentado (dt. Das Attentat)
- 1961 – Torcuato Luca de Tena (Spanien) für La mujer de otro
- 1962 – Ángel Vázquez Molina (Spanien) für Se enciende y se apaga una luz
- 1963 – Luis Romero (Spanien) für El cacique
- 1964 – Concha Alós (Spanien) für Las hogueras
- 1965 – Rodrigo Rubio (Spanien) für Equipaje de amor para la tierra (dt. Gepäck der Liebe)
- 1966 – Marta Portal (Spanien) für A tientas y a ciegas
- 1967 – Ángel María de Lera (Spanien) für Las últimas banderas
- 1968 – Manuel Ferrand (Spanien) für Con la noche a cuestas
- 1969 – Ramón J. Sender (Spanien) für En la vida de Ignacio Morel
- 1970 – Marcos Aguinis (Argentinien) für La cruz invertida
- 1971 – José María Gironella (Spanien) für Condenados a vivir
- 1972 – Jesús Zárate (Kolumbien) für La cárcel (postum)
- 1973 – Carlos Rojas Vila (Spanien) für Azaña
- 1974 – Xavier Benguerel (Spanien) für Icaria, Icaria...
- 1975 – Mercedes Salisachs (Spanien) für La gangrena
- 1976 – Jesús Torbado (Spanien) für En el día de hoy
- 1977 – Jorge Semprún (Spanien) für Autobiografía de Federico Sánchez (dt. Federico Sánchez. Eine Autobiographie)
- 1978 – Juan Marsé (Spanien) für La muchacha de las bragas de oro
- 1979 – Manuel Vázquez Montalbán (Spanien) für Los mares del Sur (dt. Die Meere des Südens)
- 1980 – Antonio Larreta (Uruguay) für Volavérunt
- 1981 – Cristóbal Zaragoza (Spanien) für Y Dios en la última playa
- 1982 – Jesús Fernández Santos (Spanien) für Jaque a la Dama
- 1983 – José Luis Olaizola (Spanien) für La guerra del general Escobar
- 1984 – Francisco González Ledesma (Spanien) für por Crónica sentimental en rojo
- 1985 – Juan Antonio Vallejo-Nágera (Spanien) für Yo, el rey
- 1986 – Terenci Moix (Spanien) für No digas que fue un sueño
- 1987 – Juan Eslava Galán (Spanien) für En busca del unicornio
- 1988 – Gonzalo Torrente Ballester (Spanien) für Filomeno, a mi pesar
- 1989 – Soledad Puértolas (Spanien) für Queda la noche (dt. Es bleibt die Nacht)
- 1990 – Antonio Gala (Spanien) für El manuscrito carmesí (dt. Die Handschrift von Granada)
- 1991 – Antonio Muñoz Molina (Spanien) für El jinete polaco (dt. Der polnische Reiter)
- 1992 – Fernando Sánchez Dragó (Spanien) für La prueba del laberinto
- 1993 – Mario Vargas Llosa (Peru) für Lituma en los Andes (dt. Tod in den Anden)
- 1994 – Camilo José Cela (Spanien) für La cruz de San Andrés
- 1995 – Fernando G. Delgado (Spanien) für La mirada del otro
- 1996 – Fernando Schwartz (Spanien) für El desencuentro
- 1997 – Juan Manuel de Prada (Spanien) für La tempestad (dt. Trügerisches Licht der Nacht)
- 1998 – Carmen Posadas (Spanien) für Pequeñas infamias (dt. Kleine Infamien)
- 1999 – Espido Freire (Spanien) für Melocotones helados (dt. Gefrorene Pfirsiche)
- 2000 – Maruja Torres (Spanien) für Mientras vivimos
- 2001 – Rosa Regàs (Spanien) für La canción de Dorotea
- 2002 – Alfredo Bryce Echenique (Peru) für El huerto de mi amada
- 2003 – Antonio Skármeta (Chile) für El baile de la Victoria (dt. Der Dieb und die Tänzerin)
- 2004 – Lucía Etxebarria (Spanien) für Un milagro en equilibrio
- 2005 – Maria de la Pau Janer (Spanien) für Pasiones romanas (dt. Wohin die Liebe dich trägt)
- 2006 – Álvaro Pombo (Spanien) für La fortuna de Matilda Turpin
- 2007 – Juan José Millás (Spanien) für El mundo (dt. Meine Straße war die Welt)
- 2008 – Fernando Savater (Spanien) für La Hermandad de la Buena Suerte
- 2009 – Ángeles Caso (Spanien) für Contra el viento
- 2010 – Eduardo Mendoza (Spanien) für Riña de gatos. Madrid 1936 (dt. Katzenkrieg)
- 2011 – Javier Moro (Spanien) für El imperio eres tú
- 2012 – Lorenzo Silva (Spanien) für La marca del meridiano
- 2013 – Clara Sánchez (Spanien) für El cielo ha vuelto
- 2014 – Jorge Zepeda Patterson (Mexiko) für Milena o el fémur más bello del mundo
- 2015 – Alicia Giménez Bartlett (Spanien) für Hombres desnudos
- 2016 – Dolores Redondo (Spanien) für Todo esto te daré (dt. Alles was ich dir geben will)
- 2017 – Javier Sierra (Spanien) für El fuego invisible (Das unsichtbare Feuer)
- 2018 – Santiago Posteguillo (Spanien) für Yo, Julia[3]
- 2019 – Javier Cercas (Spanien) für Terra Alta
- 2020 – Eva García Sáenz (Spanien) für Aquitania[4]
- 2021 – Carmen Mola (Gemeinschaftspseudonym von Jorge Díaz, Agustín Martínez und Antonio Mercero) (Spanien) für La Bestia[5]
- 2022 – Luz Gabás (Spanien) für Lejos de Luisiana
- 2023 – Sonsoles Ónega (Spanien) für Las hijas de la criada
- 2024 – Paloma Sánchez-Garnica (Spanien) für Victoria[6]